# Johann Gottfried Petrick
Johann Gottfried Petrick (* 20. März 1781 in Muskau; † 20. Januar 1826 ebenda) war ein deutscher Theologe.

## Leben
Gottfried Petrick war der uneheliche Sohn eines Großvaters, des Grafen August Heinrich von Pückler und damit ein Onkel des Grafen, späteren Fürsten Hermann von Pückler-Muskau. Offiziell galt der herrschaftliche Bauvoigt Paul Petrick als sein Vater. Im Alter von 14 Jahren bezog er das Gymnasium in Sorau in der Niederlausitz (heute Żary in Polen), konnte aber von seinen Eltern nur ein Jahr dort unterhalten werden. Er beschäftigte sich fünf Jahre lang mit Musik, ging erneut für zwei Jahre nach Sorau und bezog anschließend die Universität Leipzig, wo er sechs Jahre „theologischen und philosophischen Forschungen oblag“. Nach bestandenem Examen im Jahre 1810 wurde er in Schönberg in der Oberlausitz (heute Sulików in Polen) als Diakon angestellt, wo er sich 1811 mit der jüngsten Tochter des Pastors und Oberpfarrers Überschar verheiratete und sieben Kinder mit ihr zeugte, wovon eines früh verstarb. 1819 wurde er nach Muskau (Oberlausitz) als Hofprediger und Substitut des Superintendenten Johann Georg Vogel berufen und zum Beisitzer des damaligen Konsistoriums ernannt.
Ein anonymer Zeitgenosse urteilte über ihn:

„Er besaß keine gemeine Geistesgaben, nur fehlte es ihm an den nöthigen Schulkenntnissen und überhaupt an gründlicher theologischer Gelehrsamkeit; daher er denn, bei seinem feurigen Geiste, auf viele excentrische Behauptungen verfiel, die er mit vieler Beredtsamkeit (wie er denn nicht gemeine Rednergaben besaß), doch nicht immer mit der der Kanzel gebührenden Würde, seinen Gemeinden sowohl in Schönberg, als in Muskau vortrug und sich deshalb, da seine Vorträge, besonders in Schönberg, großes Aufsehen erregten und die Gemüter verwirrten, sogar im J. 1818 vor das Consistorium zu Breslau stellen und von demselben in die gehörigen Schranken verwiesen werden mußte. Das meiste Aufsehen erregte seine Reformationspredigt, die im Jahre 1818 zu Lauban erschien […]“

Seine nachgelassenen Schriften wurden von Leopold Schefer ediert und 1834 in den Druck gegeben. Sie erschienen irrtümlich unter dem Namen Johann Friedrich Petrick und erregten einiges Aufsehen. Eine Artikelserie von Johann Peter Lange in der Evangelischen Kirchenzeitung befasste sich unter der Überschrift „Ein pantheistisches Trifolium“ 1836 ausführlich mit Petricks, Leopold Schefers und Hermann von Pücklers bis dahin erschienenen Werken. Sie macht deutlich, dass der Neologe und Rationalist Petrick sehr wohl systematisch zu denken verstand, dass aber seine radikalen Ansichten – die u. a. bereits Ideen Friedrich Schleiermachers und Johann Gottlieb Fichtes aufgriffen – bekämpft wurden, weil sie der damals herrschenden Orthodoxie zuwiderliefen.

## Werke
- Johann Friedrich [recte: Gottfried] Petrick’s/ weiland Superintendenten, Consistorial-Assessors und Fürstl. Pückler-Muskau’schen Hofpredigers/ nachgelassene/ Schriften. 3 Bände, Hrsg. Leopold Schefer. Stuttgart 1834.